# Michael Warren Booen
Michael Warren Booen (Malmstrom AFB, Montana, 1957. május 30.–) amerikai űrhajós, ezredes.

## Életpálya
1979-ben a Légierő Akadémiáján (USAF Akadémia) szerzett műszaki oklevelet. 1982-ben a Stanford Egyetemen rendszerfejlesztő diplomát kapott.
1982. szeptembertől a Lyndon B. Johnson Űrközpontban részesült űrhajóskiképzésben. Űrhajós pályafutását 1987-ben fejezte be. Dolgozott a Space Systems Division (Los Angeles) központjában, majd az YBL-1A Airborne Laser System (Kirtland AFB)/(Új-Mexikó).

### Tartalék személyzet
STS–51–J, az Atlantis űrrepülőgép első repülésének kutatás specialistája. MSE (BoB) rakományfelelős, mérnök. (MSE – a katonai műholdak üzembe helyezésének, pályairányba állításának specialistája.)